# Alexandre von Wrangel
Pour les autres membres de la famille, voir von Wrangel.
Le baron Alexandre Evstafiévitch von Wrangel, né le 24 mai 1804 à Dorpat (gouvernement de Livonie) et mort le 30 décembre 1880 à Saint-Pétersbourg, est un baron balte, sujet de l'Empire russe et général d'infanterie de l'armée russe. Il était surnommé « le Bayard du Caucase ».

## Biographie
Alexandre von Wrangel est le fils du baron Waldemar Gustav von Wrangel (1770-1827) et de sa seconde épouse, née baronne Jakobine Caroline Sophie Üxküll von Hildenband (1781-1832). Il entre en 1818 au régiment Semionovsky de la garde impériale russe, en tant que sous-lieutenant et il passe au premier régiment de marine deux ans plus tard comme lieutenant en 1821. Il est nommé aide-de-camp du général-baron Georg Andreas von Rosen au VIe corps d'armée lituanien en 1827 et il prend part à la pacification de l'insurrection de novembre 1830 en Pologne.

### Caucase
La carrière militaire de Wrangel est ensuite liée au Caucase, lorsque le général von Rosen est nommé commandant du corps d'armée du Caucase en 1831. Il participe d'abord à des expéditions en Tchétchénie et au Daghestan contre le mollah Ghazi. Il combat vaillamment au siège de Guimry et il est reçu ensuite par l'empereur Nicolas Ier qui lui remet un sabre d'or « Pour bravoure ». Wrangel devient colonel en 1837 et commandant du régiment d'infanterie du Chirvan. Il combat en 1839 dans la vallée du Samour et dans le sud du Daghestan. Puis il est envoyé au nord du Daghestan pour appuyer les forces du général von Grabbe (1789-1875) aux prises avec Chamil dans les montagnes autour d'Akhoulgo (13 juin-22 août 1839) qui prend la fuite ensuite en Tchétchénie. Wrangel est blessé au cours des combats par une balle à la poitrine.
Alexandre von Wrangel est nommé commandant de la 1re brigade de la 19e division d'infanterie, sous les ordres du général Galafeïev (1793-1853), et participe à de difficiles combats en montagne, dont celui de la rivière Valérik (en) le 11 juillet 1840. Ensuite sa carrière est principalement administrative et il est chargé d'organiser l'administration de différentes régions du Caucase. Il est ainsi en 1844 chef de l'administration de l'oblast de la Caspienne, gouverneur militaire du gouvernement de Chemakha (transféré ensuite à Bakou) en 1846, puis retourne au combat dans le corps d'armée du Caucase en 1850, et deux ans plus tard il est nommé chef de la frontière militaire lezghienne, système de fortifications le long des rivières Iori et Alazani, pour défendre la Géorgie des incursions musulmanes. Entretemps il reçoit en 1842 l'ordre de Saint-Georges, 4e classe, et il est nommé major-général en 1845.

### Après 1853

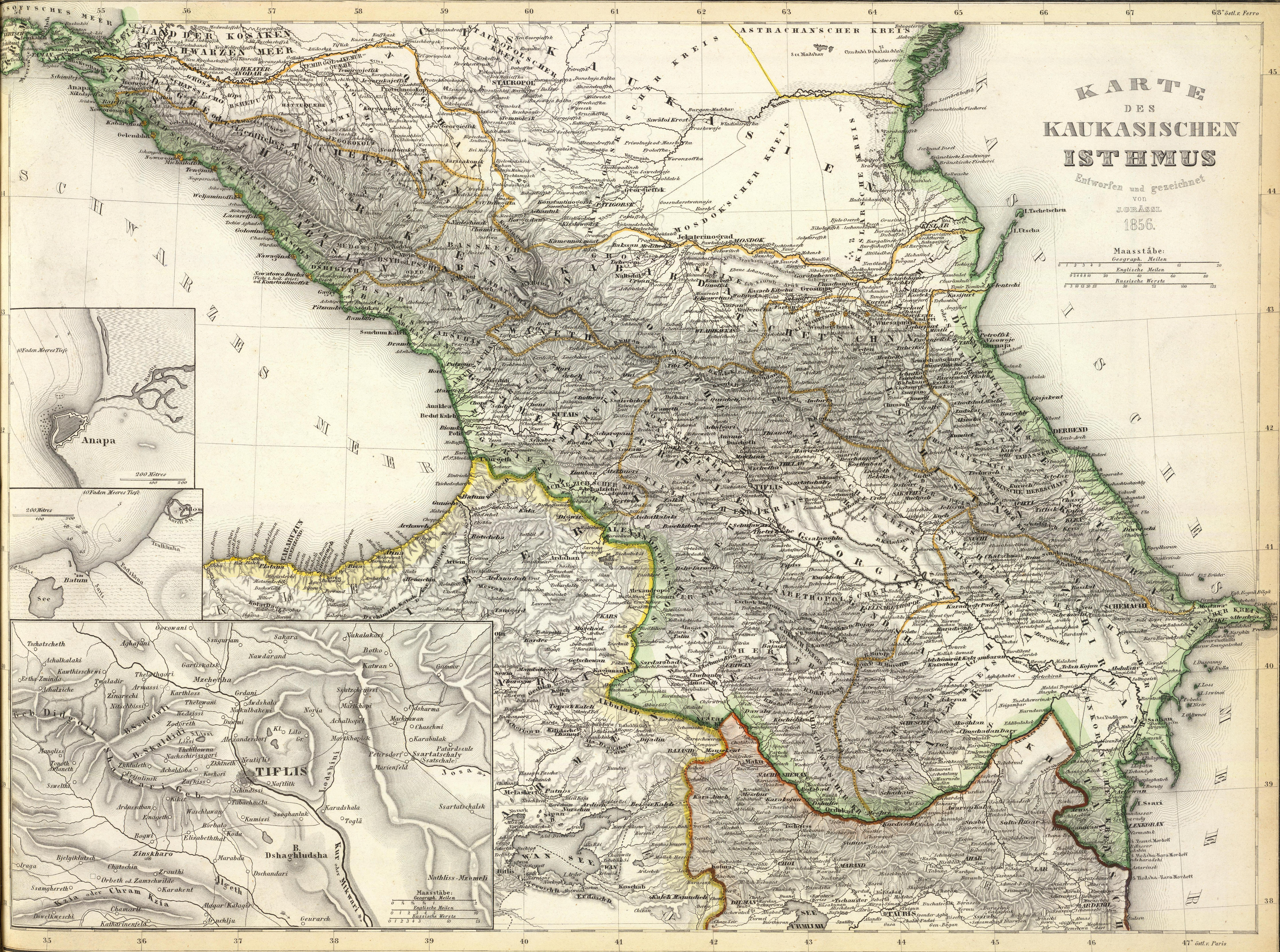
Carte du Caucase en 1856

Pendant la guerre de Crimée (1853-1856), Wrangel commande la 20e division d'infanterie et se trouve sur le flanc gauche de la ligne de frontière du Caucase et épuise les forces de Chamil qui est empêché de recevoir de l'aide du gouvernement du sultan turc. Le baron von Wrangel est nommé lieutenant-général en 1855 et commande la 2e division d'infanterie de la garde. Deux ans plus tard il est adjudant-général et gouverneur militaire du gouvernement de Koutaïs. En 1858, il est à la tête de la 21e division d'infanterie et s'occupe aussi de l'organisation administrative et civile du kraï de la Caspienne. Il combat encore contre Chamil sur la colline de Koïssou en prenant part à l'offensive du général-prince Alexandre Bariatinski (1815-1879) et combat près de Sagrytlo les 17 et 18 juillet 1859. Il parvient ainsi à chasser Chamil de la région des Avars qui se réfugie à Gounib. Chamil est ensuite fait prisonnier. En reconnaissance de ces faits, le général von Wrangel reçoit l'ordre de Saint-Georges de 3e classe, le 10 août 1859.

### Dernières années
Wrangel commande en 1860 le Ve corps d'infanterie. En 1862, il est nommé membre du Conseil de guerre et inspecteur de corps d'armée. Il est élevé au grade de général d'infanterie en 1866.